# Bucnie
Bucnie (ukr. Буцні) – wieś na Ukrainie w rejonie barskim należącym do obwodu winnickiego.
Królewska wieś bojarska Bucznie, położona była w pierwszej połowie XVII wieku w starostwie barskim w województwie podolskim.

## Dwór
- Dwór wybudowany w pierwszej połowie XIX w. przez Józefa Czaykowskiego i rozbudowany przez jego syna Seweryna i wnuka Juliana. Obiekt istniał do 1914 r.[3].